# Esther Bruggink

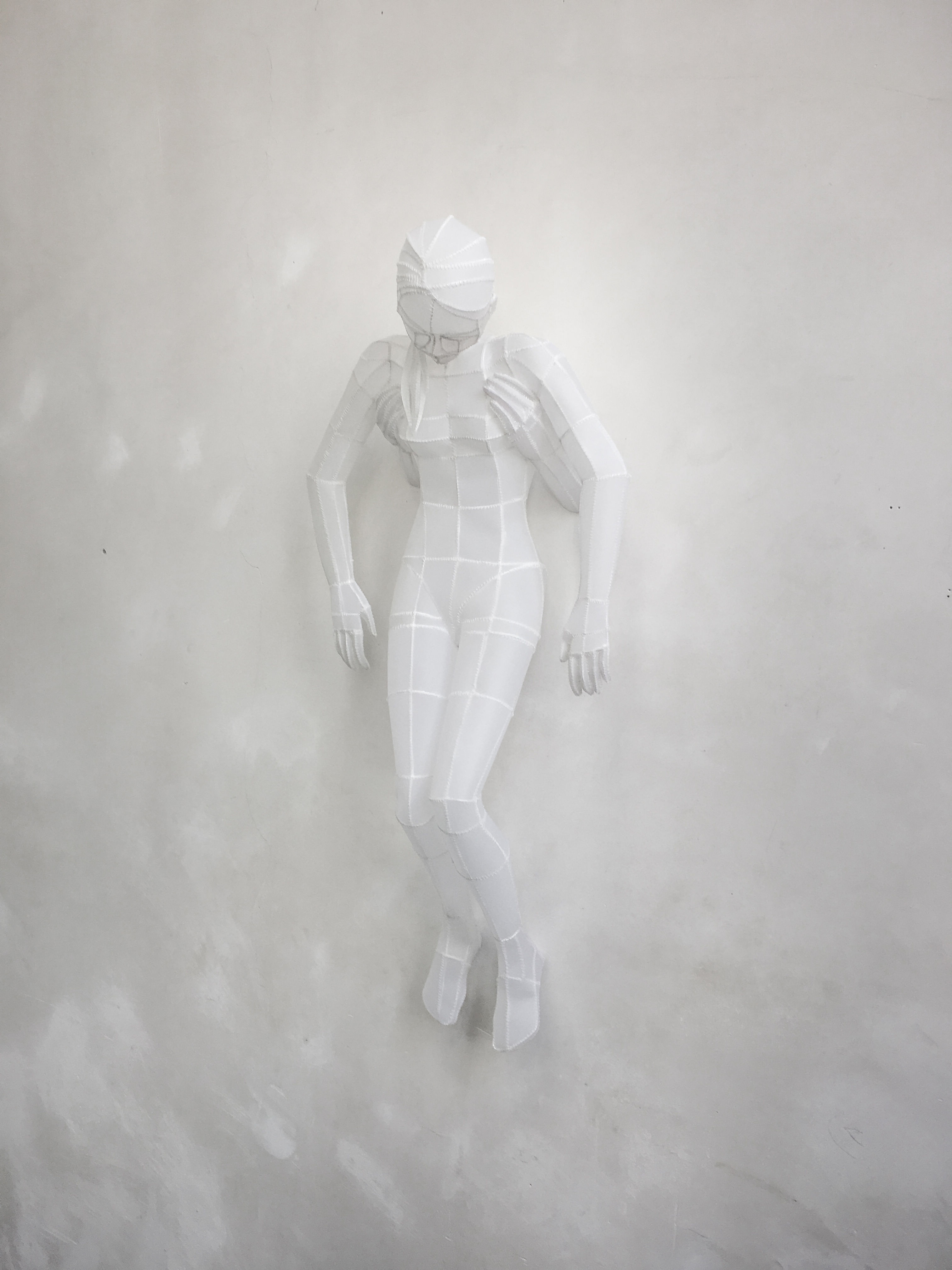
In Jouw Handen, 2019 (polyesterfilm, metaaldraad, borduurzijde)

Esther Bruggink (Groningen, 20 oktober 1971) is een Nederlands beeldend kunstenaar die bekendheid verwierf als beeldhouwer en videokunstenaar. Zij leeft en werkt in Amsterdam als kunstenaar. Daarnaast is zij werkzaam als rondleider in verschillende hoofdstedelijke musea.

## Biografie
Bruggink is opgeleid aan de Academie voor Beeldende Kunsten Sint-Joost te Breda (1991-1996), waar zij cum laude slaagde, de Koninklijke Academie voor Schone Kunsten van Antwerpen (1996-1997) en het Sandberg Instituut te Amsterdam (1997-1999). Bruggink heeft onder meer samengewerkt met Natasja Boezem, Alice Evermore en Mirjam Somers.

## Werk
Bruggink vindt inspiratie in mythen en sprookjes. Haar beeldend werk is arbeidsintensief en bestaat vaak uit fragiele lichte materialen en straalt mede daardoor kwetsbaarheid uit. Kenmerkend zijn haar beelden van mens- en dierfiguren van aaneengenaaide stukken doorschijnende polyesterfilm over een geraamte van messingdraad. Ook past Bruggink menselijk haar en borduurtechnieken toe.
In 2004 maakte zij het beeld de liggende Rusalka die werd tentoongesteld op Den Haag Sculptuur. Het beeld werd door vandalisme vernield. Een tweede versie is in 2006 gemaakt. In 2009 werd in Schoonoord op 4 september tijdens het Mariekejaar een beeld van Marieke, een personage uit het verhaal van Ellert en Brammert onthuld.